# Саудовско-узбекистанские отношения
Саудовско-узбекистанские отношения — двусторонние дипломатические отношения между Саудовской Аравией и Узбекистаном, установленные в феврале 1992 года.

## История
Саудовская Аравия признала независимость Узбекистана 30 декабря 1991 года. Дипломатические отношения были установлены в феврале 1992 года.
В апреле 1992 года президент Узбекистана И. А. Каримов посетил Саудовскую Аравию. В ноябре 1992 года в Джидде начало работу генеральное консульство Узбекистана. В 1995 году в Эр-Рияде открыли посольство Узбекистана. С 1997 года в Ташкенте стало работать посольство Саудовской Аравии.
В апреле 2012 года саудовская делегация во главе с председателем Меджлис аш-Шуры Абдуллой Аль аш-Шейхом посетила Узбекистан. В мае 2017 года президент Узбекистана Ш. Мирзиёев по приглашению короля Салмана в Саудовской Аравии участвовал в саммите арабо-мусульманских стран и США.
В марте 2018 года саудовская делегация во главе с заместителем министра иностранных дел А. С. Мирдадом приняла участие в работе Ташкентской конференции по Афганистану.
В январе 2019 года делегация из Узбекистана во главе с председателем Комитета по делам религии при правительстве Узбекистана Ж. Акрамовым посетила Саудовскую Аравию.
В августе 2022 года Ш. Мирзиёев посетил Саудовскую Аравию и наградил короля Салмана первым орденом имама Бухари.
29 сентября 2022 года в Ташкенте на встрече саудовской делегации с Ш. Мирзиёевым было заключено соглашение об удвоении квоты для граждан Узбекистана на хадж — до 24 тысяч человек. С 1 января 2023 года для подданных Саудовской Аравии Узбекистан ввёл безвизовый режим сроком на 30 дней.
В июле 2023 года в Джидде прошёл саммит «Центральная Азия — Совет сотрудничества арабских государств Залива», в котором принял участие Ш. Мирзиёев.

## Послы Саудовской Аравии в Узбекистане
- Юсуф ал-Утайби (вручил копии верительных грамот 2 ноября 2021 года)[7].

## Послы Узбекистана в Саудовской Аравии
- Нодиржон Тургунов (прибыл в марте 2024 года)[8];
- Улугбек Максудов (2018—2024 годы)[8].